# Ariane Loignon
Pour les articles homonymes, voir Loignon.
Ariane Loignon, née le 2 mai 1965 à Repentigny, est une patineuse de vitesse et une patineuse de vitesse sur piste courte canadienne.

## Biographie
Ariane Loignon est médaillée d'or en relais féminin aux Championnats du monde de patinage de vitesse sur piste courte 1986 à Chamonix.
Elle dispute les épreuves de patinage de vitesse aux Jeux olympiques de 1988 à Calgary, sans atteindre de finale.
Elle est l'épouse du patineur de vitesse Robert Dubreuil et la mère du patineur de vitesse Laurent Dubreuil.